# Friedrich-Wilhelm Ulrich
Friedrich-Wilhelm Ulrich (n. 20 octombrie 1953, Kalbe (Milde), Saxonia-Anhalt, Germania) este un canotor ce a reprezentat Republica Democrată Germană, medaliat olimpic. A participat la 2 ediții ale Jocurilor Olimpice (1976, 1980) în care a câștigat două medalii de aur.